# Megaselia fuscamplicosta
Megaselia fuscamplicosta is een vliegensoort uit de familie van de bochelvliegen (Phoridae). De wetenschappelijke naam van de soort werd voor het eerst geldig gepubliceerd in 2006 door Disney.